# Grasshopper Club Amicitia Zurich
Maillots
Actualités
Dernière mise à jour : 24 octobre 2014.
Le Grasshopper Club Amicitia Zurich est la section handball du Grasshopper Club Zurich. À noter que malgré le fait que la section handball du club omnisports a fusionné avec un autre club de Zurich, le ZMC Amicitia Zürich, en 2010, le club est de fait toujours une section du Grasshopper Club Zurich.

## Histoire

### Histoire duGrasshopper Club Zurich
La section a été fondée en 1931. Dès la création d'un championnat en 1950, le club se montra l'un des meilleurs de cette compétition, remportant la première édition ainsi que dix-huit autres championnats entre 1951 à 1979. A contrario, les années 1980 furent une décennie noire puisque le club dut attendre 1990 et 1991 pour remporter deux autres titres de Champion de Suisse, grâce notamment à l'arrivée en 1989 du Sud-coréen Kang Jae-won, élu meilleur handballeur de l'année en 1988. Cette embellie fut toutefois de courte durée car le club ne remporta plus qu'une Coupe de Suisse remportée en 2009 et dut subir la domination d'autres clubs helvètes : le Pfadi Winterthur, le Kadetten Schaffhouse ou encore le ZMC Amicitia Zürich. Ce dernier club et le Grasshopper ne parvenant pas à obtenir de résultats suffisants, ils décidèrent de fusionner en 2010 pour devenir le Grasshopper Club Amicitia Zürich .

### Histoire duZMC Amicitia Zürich
Tout comme son voisin du Grasshopper, le club fut fondé en 1931 sous le nom de Handball Club Amicitia et remporta son premier titre en 1937.
En 1962, il absorbe le ZMC 61 fondé l’année précédente et prend le nom de ZMC Amicitia Zürich.
Dans les années 1980, le club remporta trois fois le Championnat de Suisse et parvient même en finale de la Coupe des coupes mais s'inclina face au soviétiques du CSKA Moscou sur un total de 38 à 35 et malgré une victoire à l'extérieur. Lors de cette décennie, on peut noter aussi la création de la section féminine du club qui apparaît en 1986. Celle-ci fusionna avec le DHC Zürich (Damen Handball Club Zurcih) en 1989. La section masculine remporta quant à elle deux autres titres de Champion de Suisse en 2008 et en 2009 avant de fusionner en 2010 avec le Grasshopper Club Zürich.

### Histoire du GC Amicitia Zürich
Malgré la fusion des deux clubs zurichois, les résultats restent peu convaincants avec tout d'abord une septième place lors de la saison 2010/2011, deux neuvième place lors des saisons 2011/2012 et 2012/2013 et enfin une nouvelle septième place lors de la saison 2013/2014.

### Parcours depuis la fusion
| Saison    | Niveau | Division              | Place |
| --------- | ------ | --------------------- | ----- |
| 2010–2011 | 1      | Swiss Handball League | 7     |
| 2011–2012 | 1      | Swiss Handball League | 9     |
| 2012–2013 | 1      | Swiss Handball League | 9     |
| 2013–2014 | 1      | Swiss Handball League | 7     |
| 2014–2015 | 1      | Swiss Handball League |       |

## Palmarès
Le tableau suivant récapitule les performances du Grasshopper Club Zurich (GCZ) et du ZMC Amicitia Zurich (ZMC) dans les diverses compétitions suisse et internationales
| Compétitions internationales                | Compétitions nationales |
| - Coupe des Coupes - Finaliste : 1987 (ZMC) | - Champion de Suisse (26) - GCZ (21) : 1949-50, 1950-51, 1951-52, 1953-54, 1954-55, 1955-56, 1956-57, 1961-62, 1962-63, 1963-64, 1964-65, 1965-66, 1967-68, 1968-69, 1969-70, 1974-75, 1975-76, 1976-77, 1978-79, 1990-91, 1991-92 - ZMC (5) : 1986-87, 1987-88, 1988-89, 2007-08, 2008-09 - Coupe de Suisse (1) - Vainqueur : 2009 (GCZ) |

## Joueurs célèbres
- Edin Bašić (2007-décembre 2009, ZMC Amicitia Zürich)
- Kang Jae-won (1989-1992, Grasshopper Club Zurich)
- Daouda Karaboué (2002-2004, Grasshopper Club Zurich)
- Frank Loke (2005-2007, Grasshopper Club Zurich puis 2007-2008, ZMC Amicitia Zürich)
- Darko Stanić (2005-2006, Grasshopper Club Zurich)

## Identité visuelle

?-?
Actuellement